# Čížkrajice
Čížkrajice är en ort i Tjeckien.   Den ligger i regionen Södra Böhmen, i den södra delen av landet, 140 km söder om huvudstaden Prag. Čížkrajice ligger 551 meter över havet och antalet invånare är 261.
Terrängen runt Čížkrajice är platt norrut, men söderut är den kuperad. Terrängen runt Čížkrajice sluttar norrut.Runt Čížkrajice är det ganska glesbefolkat, med 21 invånare per kvadratkilometer. Närmaste större samhälle är Trhové Sviny, 4,0 km norr om Čížkrajice. I omgivningarna runt Čížkrajice växer i huvudsak blandskog.